# Giaura niphostola
Giaura niphostola är en fjärilsart som beskrevs av George Francis Hampson 1912. Giaura niphostola ingår i släktet Giaura och familjen trågspinnare. Inga underarter finns listade i Catalogue of Life.